# Lactarius subdulcis
Espèce
Synonymes
- Agaricus lactifluus var. subdulcis Pers.[2]
- Agaricus subdulcis Pers.[2]
- Galorrheus subdulcis (Pers.) P. Kumm.[2]
- Lactifluus subdulcis (Pers.) Kuntze[2]

Lactarius subdulcis, le lactaire douceâtre, est une espèce de champignons de la famille des Russulaceae.